# Liriomyza texella
Liriomyza texella är en tvåvingeart som beskrevs av Spencer 1986. Liriomyza texella ingår i släktet Liriomyza och familjen minerarflugor.
Artens utbredningsområde är Texas. Inga underarter finns listade i Catalogue of Life.